# Zamek w Przewornie
Zamek w Przewornie (niem. Schloss Prieborn – zabytkowy zamek w Przewornie  – wsi w Polsce, w województwie dolnośląskim, w powiecie strzelińskim, siedzibie gminy Przeworno.

## Opis
Czworoboczny, renesansowy zamek wybudowany w 1543, kryty jest dachem dwuspadowym, z dziedzińcem i trzema narożnymi wieżyczkami (alkierzami). Jedna z nich, po prawej stronie ściany frontowej zwieńczona jest hełmem z prześwitem. Obiekt otocza fosa. Nad wejściem do zamku, do którego prowadzi kamienny most z ażurową balustradą, znajduje się skromny kartusz z herbem rodziny von Czirn i napisem • HANS • VON • CZIRIN •1•5•4•3. Obiekt jest częścią zespołu zamkowego, w skład którego wchodzi jeszcze park.

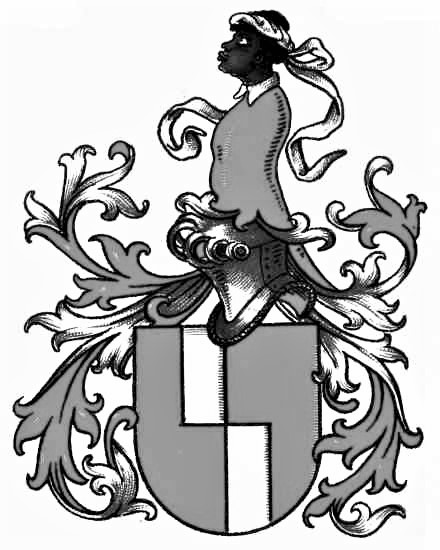
Herb von Czirn nad wejściem